# Ahlam Khudr
Ahlam Khudr (àrab: أحلام خضر, Aḥlām Ḫuḍr) és una activista pels drets humans sudanesa i una docent en una llar d'infants de professió. La seva militància activista es va iniciar arran de la mort del seu fill, Khudr, assassinat en una protesta pacífica en contra del govern dictatorial que es va establir al Sudan en el 2013 (com a part de les protestes al Sudan de 2011-2013). És en aquell moment que es comença a autodefinir com a "mare de tots els màrtirs sudanesos" i a cercar justícia per al seu fill i per tots aquells joves desapareguts en condicions desconegudes del seu país. Fruit de la seva participació en fòrums clandestins i en protestes al seu país, va ser brutalment apallissada després de ser arrestada per les forces de l'ordre del seu país.
Ahlam Khudr va ser una figura important en les protestes al Sudan de 2018-2019. Va ser inclosa a la llista de 100 Dones de la BBC de 2019.